# Климычев, Борис Николаевич
Бори́с Никола́евич Кли́мычев (1 июня 1930 года, Томск, СССР — 14 сентября 2013 года, Томск, Российская Федерация) — русский прозаик и поэт, журналист.

## Биография
Родился в Томске. Отец, Николай Николаевич, был часовщиком, работал в артели «Рекорд», затем некоторое время в Томском гарнизонном Доме Красной Армии, а затем опять, до начала Великой Отечественной войны, часовщиком в артели «Рекорд». Вскоре после начала войны отец ушёл на фронт и погиб. Мать Мария (Матрёна по паспорту) Ивановна до рождения сына работала делопроизводителем, затем была домохозяйкой. В годы войны она сначала работала техноруком артели «Рекорд», затем — заместителем директора Томского горпромкомбината. После утраты мужа она сильно заболела, работать не могла. У Бориса началось тяжёлое детство. До войны он учился в средней школе № 4 города Томска, а после введения раздельного обучения — в школе для мальчиков (школа № 27), которая находилась на улице Тверской. Жили Климычевы на этой же улице, в доме по адресу улица Тверская, 5, недалеко от реки Ушайка.
Борис с 13 лет (в 1943 году) начал работать, добывать средства к существованию семьи. Вначале пошёл по стопам отца, устроился учеником часовщика в артели «Рекорд» и одновременно продолжил учёбу уже в городской школе рабочей молодёжи № 43.
В 1944 году с мамой переехал в город Щучинск Кокчетавской области Казахстана, где жили старшая мамина сестра Александра Ивановна (тётя Шура) и бабушка Мария Сергеевна, и где были дешевле продукты. Тётя Шура в своё время окончила Омский медицинский институт и вышла замуж за однокурсника Сафронова Сергея Георгиевича, его назначили главным врачом в Щучинскую районную больницу. В 1941 году Сафронов вместе с тётей Шурой ушёл на фронт и погиб, а тётя Шура вернулась домой инвалидом.
В 1948 году Борис с мамой переехали в Караганду, где мама работала кастеляншей в роддоме. Борис работал в местном промкомбинате возчиком, землекопом, строительным рабочим. Окончил курсы буровых мастеров колонкового бурения и уехал в казахскую степь — рабочим в геологразведку. Возле реки Чурбай Нуры вели разведочное бурение на уголь. Параллельно с работой сумел окончить школу рабочей молодёжи, получил среднее образование. Здесь в Казахской ССР в 1948 году появилась в местной газете и первая литературная заметка, состоялась «проба пера». С 1950 года служил в Советской армии. Один год в Приморье в городе Лесозаводске в авиадесантной дивизии генерала Красовского. Затем (1952—1953 гг.) солдаты были направлены на ликвидацию последствий Ашхабадского землетрясения и строительство «Ашхабадского академгородка» — зданий республиканского научного центра и Академии наук. Здесь же после службы Борис Климычев поступил в Туркменский государственный университет имени Максима Горького и учился до 4-го курса на вечернем историко-филологическом факультете. Здесь же впервые начал публиковаться в республиканской молодёжной газете (с 1952). Работал в газетах «Комсомолец Туркменистана» в Ашхабаде, «Социалистическая Бухара» в Бухаре. Позднее много ездил по стране и работал журналистом в редакциях газет в городах Шуе, Чесноковске, в Воронцово-Александровске, что на Ставрополье. В 1963 году вернулся в Томскую область — работал в газетах райцентров Асино, Шегарке, Кожевниково, Зырянское. Работал главным редактором газеты «Томский нефтяник» в городе Стрежевой. Работал журналистом в Томске — в газетах «Красное знамя» и «Правда Ильича».
Борис Климычев — член Союза писателей с 1977 года, член Союза журналистов (томского отделения — с момента его основания с 1959.
В 1996—2006 — председатель Томского отделения Союза писателей России (Томской областной писательской организации), одновременно (с 1996 по 2006) — секретарь Правления Союза писателей России. С конца 1980-х Борис Климычев руководитель томской литературной студии «Родник».
Супруга — Мария Павловна (урожденная Суханова). Дочь Юлия.
Скончался в Томске 14 сентября 2013 года.

## Творчество
В 1958 году выпустил свою первую книгу «Красные тюльпаны», а к 2008 году издал более 10 поэтических книг в издательствах Ашхабада, Москвы и Томска.
Проза и поэзия публиковались во всесоюзных, республиканских и региональных литературных журналах, в том числе в общенациональных изданиях — в журналах «Юность», альманах «Поэзия», «Огонёк», «Смена», «Библиотекарь», «Сибирские огни», «Советский воин», «Ашхабад», «Восток». Печатался в сибирском журнале «Огни Кузбасса». Произведения включались в литературные сборники, издававшиеся в СССР и в ГДР (Германия).
Б. Н. Климычев единственный из томских поэтов, чьи стихи к 2008 году были включены в фундаментальную антологию «Русская поэзия. XX век» в 1999 году (издание «Олма-Пресс») и в 2010 году (издание «Эксмо», Москва).
Стихи его печатались также в антологиях «Антология сибирской поэзии» (Кемерово, 2008 год), антологии «Слово о матери» (издательство «Верона»), в альманахе «Тобольск и вся Сибирь» (2011 год).
В 2000-х гг. занимался прозой-летописанием о Томске, томской земле.

## Отзывы о творчестве
Русский поэт Николай Старшинов в своей книге «Памятный урок» пишет о творчестве Климычева: …Стихи Б. Климычева живописны, пластичны, и все же, на мой взгляд, наивысшее достоинство их во внутреннем свете, который они несут читателю, в отзывчивости, в доброте, в подлинности переживаний…
Роман писателя «Кавалер де Вильнев» вошёл в номинацию премии «Российский бестселлер». Критик В. Горшенин пишет о романе: …Роман Бориса Климычева посвящён практически не известному эпизоду российской истории. Роман Б. Климычева многопланов, многоголос, многонаселён. В то же время это достаточно прочно сцепленный, хорошо выстроенный художественный организм, где события и характеры, действия, поступки персонажей и фон, на котором они разворачиваются, находятся в органическом единстве…
Член Союза писателей России и доктор философских наук Эдуард Владимирович Бурмакин (Томский государственный университет) в интервью корреспонденту газеты «Выходной» говорит: …Я восхищаюсь прозой Бориса Климычева, посвящённой Томску. И если бы — употреблю современное слово — «раскрутить» его, его книги стали бы бестселлерами. Акунин отошёл бы в сторону: у Климычева больше исторической правды, достоверности и меньше выдумки ради остроты сюжета…
Владимир Яранцев. 1-го июня 2010 года в Томске праздновали юбилей Бориса Климычева — писателя замечательного, яркого, многообразного в своем творчестве. Я поздравил юбиляра небольшой речью, в которой, конечно, не мог высказать всех одолевавших меня чувств и мыслей. Пользуясь возможностью опубликоваться, я решил, не мудрствуя, дать речь, как она прозвучала в Томской библиотеке им. А. С. Пушкина… Получился двусложный текст, который и предлагаю читателям. Легко заметить, что здесь часто встречается название журнала «Сибирские огни» (Новосибирск), в свете которого здесь, в большинстве случаев, и рассматривается творчество Климычева. Это не удивительно, ибо я являюсь сотрудником этого уважаемого литжурнала, родственного, как видно уже по названию, «Огням Кузбасса», которым и благодарен за данную публикацию:
(сайт Peolpe.su)

## Награды
- Лауреат премий:
  - Премия «Мой край родной» (Томская область)
  - Премия Томского обкома ВЛКСМ (1980)
  - Литературная премия Фонда имени П. И. Макушина (Томская область, 1998)
  - В 2011 году за роман «Треугольное письмо» удостоен Диплома всероссийской премии «Ясная поляна»
  - Литературная премия имени Н. А. Клюева Томской областной писательской организации (2012)[13]
- Почётные знаки:
  - Знак Министерства культуры СССР «Отличник культурного шефства над селом» (1978)
  - Знак «За достижения в культуре» (1997)
- Медали:
  - медаль «За заслуги перед Томском. 400 лет Городу» (недоступная ссылка)
  - Медаль имени М. А. Шолохова Архивная копия от 23 декабря 2014 на Wayback Machine
  - Знак отличия «За заслуги перед Томской областью»
- Почётные звания:
  - Почётный гражданин города Томска (2001).

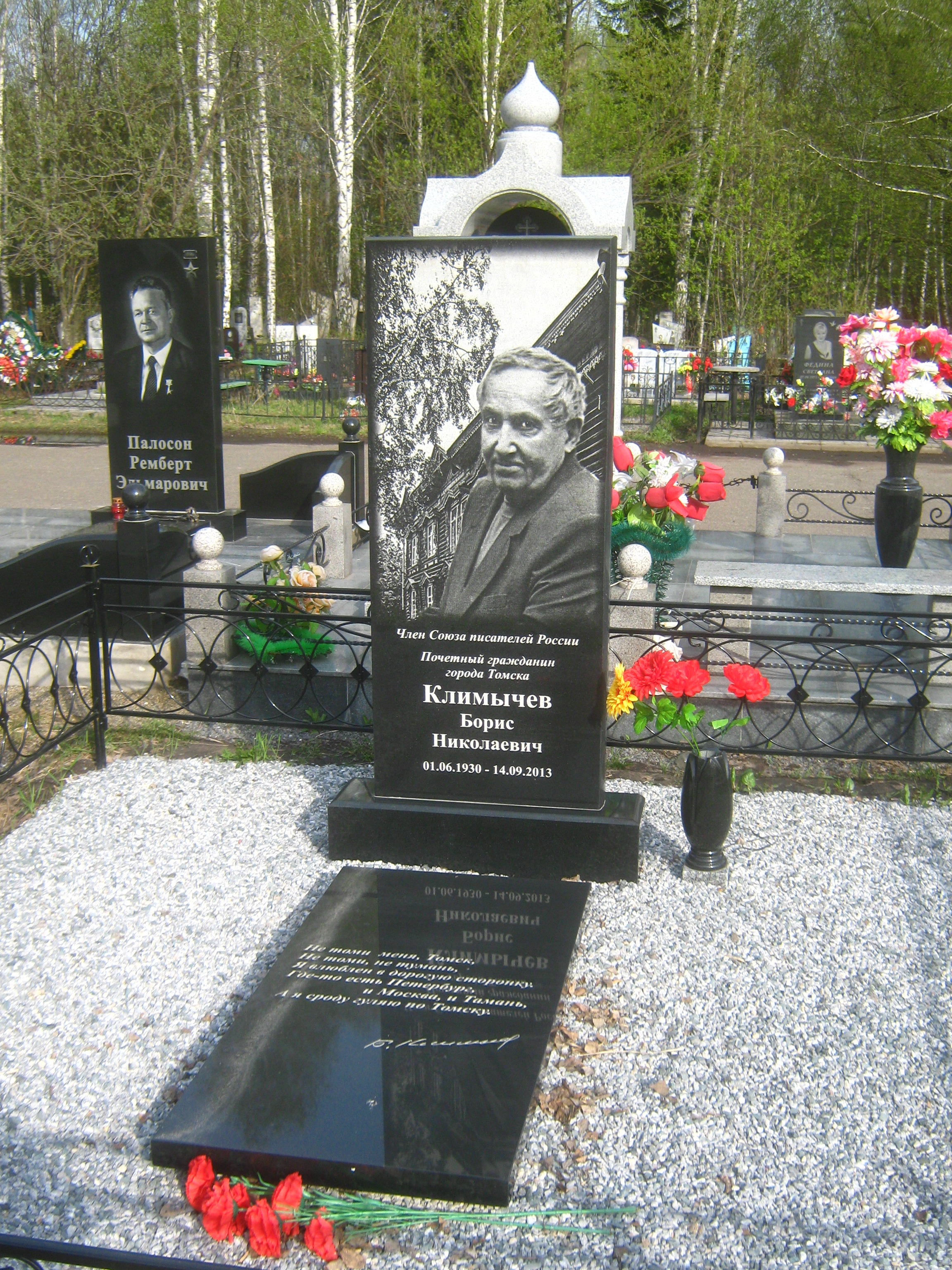
Могила на кладбище Бактин (72 кв.)

### Книги стихов
- Климычев Б.Н. Красные тюльпаны. — Ашхабад: Туркменгосиздат, 1958.
- Климычев Б.Н. Валторна за стеной. — М.: Молодая гвардия, 1976.
- Климычев Б.Н. В час зари. — М.: Современник, 1980.
- Климычев Б.Н. Город юности. — Ашхабад: Туркменистан, 1984.
- Климычев Б.Н. Ключ любви. — М.: Молодая гвардия, 1985.
- Климычев Б.Н. Своим дыханьем. — Томск: Томское книжное издательство, 1986.
- Климычев Б.Н. Возвращение земли. — М.: Современник, 1988.
- Климычев Б.Н. Томские праздники. — Томск: Томское книжное издательство, 1990. — 110 с.
- Климычев Б.Н. Есть ли в Томске медведи? — Томск: Ветер, 2005. — 239 с.

### Проза
- Климычев Б.Н. Часы деревянные с боем. — Новосибирск: Запсибиздат, 1981.
- Климычев Б.Н. Томские чудеса. — Томск: Томское книжное издательство, 1994.;
- Климычев Б.Н. Мой старый Томск. — Асино: Полиграф-объединение, 1995.
- Климычев Б.Н. Золотые яйца. — Асино: Полиграф-объединение, 1996.
- Климычев Б.Н. Любовь и гнев вора Подреза. — Томск: ЦНТИ, 1997.
- Климычев Б.Н. Томские тайны. — Новосибирск: ИППО «Наука», 1999.
- Климычев Б.Н. Странные приключения скромного томича. — Новосибирск: ИППО «Наука», 2000.
- Климычев Б.Н. Кавалер де Вильнев. — Сибирские огни. — Новосибирск, 2002.
- Климычев Б.Н. Надену я чёрную шляпу. — Сибирские огни. — Новосибирск, 2003.
- Климычев Б.Н. Гнев Родогуны. — Простор. — М., 2005.
- Климычев Б.Н. Прощаль. — Начало Века. — Томск, 2007.
- Климычев Б.Н. Поцелуй Даздрапермы. — Сибирские огни. — Новосибирск, 2007.
- Климычев Б.Н. Жизнь в двух веках (автобиография, повесть, стихи)// Томские писатели.. — изд-во «Красное знамя». — Томск, 2008. — С. С. 180—205.
- Климычев Б.Н. Треугольное письмо. — Сибирские огни. — Новосибирск.
- Климычев Б.Н. В долине рычащего тигра. — Начало Века. — Томск, 2011.
- Климычев Б.Н. Корона Скифа. — Вече. — 2012.
- Климычев Б.Н. Прощаль. — Вече. — 2012.
- Климычев Б.Н. Сибирский Кавалер. — Вече. — 2013.
- Климычев Б.Н. Ребро Адама. — Вече. — 2013.